# 本川內站

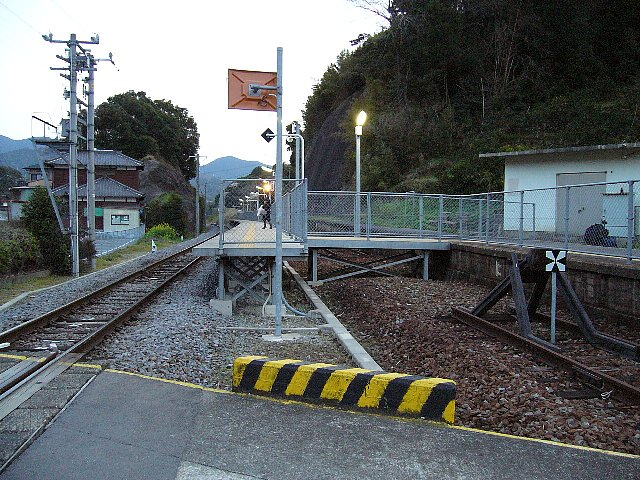
左邊為現時月台，右邊為舊月台。可以看出此站本來是折返式路線。

本川內站（日语：／ Honkawachi eki */?）是位於長崎縣西彼杵郡長與町本川內鄉，九州旅客鐵道（JR九州）的長崎本線（長與支線）車站。本站最初以信號場名義開業，由於從諫早前往長崎方向設有千分之20連續下斜路段，所以採用折返式路線設計來處理緩衝，後來升格為提供乘客上下車的車站，並提供行李提取服務。後來因應高速化，在附近新建成路軌及調節坡度，讓列車可以直接通過。

## 車站構造
車站是一座地面車站，設有1面1線的單式月台。
在折返式路線廢止時，於本線上新建月台。把137米的路軌坡度改為只有千分之10，在該坡度中建設全長112米的新月台。在該千分之10坡度區間外，於長崎一方長273米區間的斜度改為千分之25，以回復路軌本來整體坡度。
在折返式路線廢止後，轉轍器主要設施還未立刻撒去，在2018年12月起才開始撤走折返式路線的設施。
此站仍然設有木造古老車站大樓。此站為無人車站，設有自動售票機。

## 歷史
- 1943年10月1日：本川內信號站啟用[3]。
- 1952年6月1日：升級至車站。本川內站啟用，為旅客車站，可接受行李起卸[3]。
- 1974年3月5日：結束行李起卸業務[3]。
- 1987年4月1日：國鐵分割民營化，車站由九州旅客鐵道（JR九州）營運[4]。
- 2002年3月9日：折返式路線廢止[1]。
- 2012年12月1日：可使用SUGOCA[5]。

## 使用狀況
以上是本站每年平均使用量。
2016年起，由於平均每日乘車人數未能達至JR九州首300位，因此並未有公佈實際的數字，亦因未達至每天100人或以上的水平，所以也未有顯示於排行榜附表內。
| 乘車人次變化 | 乘車人次變化 |
| 年度         | 1日平均人次  |
| ------------ | ------------ |
| 2001         | 86           |
| 2002         | 77           |
| 2003         | 79           |
| 2004         | 69           |
| 2005         | 72           |
| 2006         | 75           |
| 2007         | 76           |
| 2008         | 75           |
| 2009         | 74           |
| 2010         | 75           |
| 2011         | 74           |
| 2012         | 78           |
| 2013         | 84           |
| 2014         | 81           |
| 2015         | 81           |
| 2016         | 81           |
| 2017以後     | <100         |

## 相鄰車站
九州旅客鐵道（JR九州）
長崎本線（長與支線）
大草－本川內－長與

## 外部連結
- JR九州車本川內站 （页面存档备份，存于）（日語）